# ماجي غرايس
مارغريت غريس دينيغ (من مواليد 21 سبتمبر 1983)، المعروفة مهنيا بـ (ماغي غريس)، هي الممثلة الاميركية. أصلا من ورثينجتون، أوهايو، وقالت انها تركت المدرسة الثانوية للانتقال إلى لوس أنجلوس مع والدتها بعد طلاق والديها. في حين أنها تعاني من ازمة مالية، وقالت انها أدت أول دور لها كتحدي على اللقب في غرف الفيديو على شبكة الإنترنت على مسلسل راشيل في عام 2001. ذهبت لكسب جائزة مسابقة الفنان الشاب الترشيحية في عام 2002 مع تجسيدها 15 عاما ضحية القتل مارثا موكسلي في قتل في فيلم Murder in Greenwich .
في عام 2004، كان تلقي غرايس في دور شانون روثرفورد في المسلسل التلفزيوني لوست، الذي كانت فيه عضوة الزهر الرئيسي لأول موسمين، وفازت بجوائز نقابة ممثلي الشاشة. وكانت غريس حريصة على العمل أكثر بروزا في الأفلام، بعد أن تألق المعاكس توم ويلينغ في The Fog في عام 2005. ظهرت في Suburban Girl، وThe Jane Austen Book Club (كلاهما 2007)، والعكس مع ليام نيسون التي عملت معه بدورها المعروف كيم ميلز في تيكن في عام 2008. وقالت إنه دور مكرر، بعد أربع سنوات، في تيكن 2 (فيلم 2012). وانها لعبت دورا قياديا،
أليس في بلاد العجائب، واتخاذ من الأعمال الحديثة في مغامرات لويس كارول رواية أليس في بلاد العجائب.

## حياتها المبكرة
ولدت مارغريت غريس دينيغ في ورثينجتون، أوهايو، والثانية من ثلاثة أطفال من الآباء ايفرت نى وريك دينيغ، الذي كان يدير الأعمال التجارية والمجوهرات العائلية. عاشت عائلتها في منزل عمره 200 سنة، بيت saltbox الأول في وسط ولاية أوهايو. حضرت المدارس المسيحية من مرحلة رياض الأطفال حتى الصف التاسع، وحضر لفترة وجيزة توماس رثينجتون للمدرسة ثانوية، حيث بدأت التمثيل في المسرحيات المدرسية والمسرح المجتمع، بما في ذلك معرض الإنتاج اللاعبون عام 2000، في مركز الجالية اليهودية المحلية (على الرغم من أنها ليست يهودية). والديها المطلقين «وديا» عندما كان عمرها 16 سنة، وسعت والدتها «ببداية جديدة». انخفضت غريس من المدرسة الثانوية للانتقال إلى لوس أنجلوس، كاليفورنيا مع والدتها، في حين واصلت لها اخوته الصغار إيان دينيغ وماريسا بالتيس (متزوج من نيك بالتيس) للعيش مع أبيهم. في لوس انجليس، غريس والدتها انتقلت حول غالبا بينما كانت تكافح ماليا، بأخراج الايجارات على المدى القصير بدلا من دفع للحصول على الإقامة الدائمة في حين تناول وجبات أساسية، كما كان كل ما يمكن أن تحمله.

## حياتها المهنية
اكتسبت غرايس وكيل في غضون أسبوع من الانتقال إلى لوس انجليس والمسجلين في صفوف بالنيابة. وقالت انها هبطت على أول دور لها في غرفة راحيل، على شبكة الإنترنت سلسلة فيديو حول الشؤون داخل غرفة النوم فتاة في سن المراهقة التي تم إنشاؤها بواسطة داوسون كريك المنتج التنفيذي بول ستوبين 2001. كانت لها الدور القادم على (Septuplets) المسلسل التلفزيوني عام 2002، والذي ألغي قبل الحلقة الأولى قد بثت. كانت دورها الاختراق في 2002 جريمة قتل في فيلم (Murder in Greenwich)، استنادا إلى قصة حقيقية لجريمة قتل قبل 15 عاما لمارثا موكسلي. وقد رشحت لجائزة الفنان الشاب لتصويرها من موكسلي في أفضل أداء في فيلم تلفزيوني، مسلسل قصير أو الخاصة - فئة ممثلة شابة القيادية، لكنها خسرت أمام كلارا براينت لأعترافات ترو. وتابعت أن تظهر في أدوار ثانوية في المسلسل التلفزيوني CSI: Miami, The Lyon's Den, Miracles, Like Family, Cold Case , Law & Order: Special Victims Unit، قبل أن تظهر في عام 2011 لـ Zookeeper مع كيفن جيمس.
في منتصف عام 2004، أرسل وكيل غريس لها سيناريو الحلقة التجريبية من فقدان؛ أعطيت لها دور شانون روثرفورد بعد الاختبار بنجاح. وقد رشحت في عام 2005 لجائزة Teen Choice Award لTV اختيار الأداء اندلاع - أنثى عن دورها في لوست، لكنها خسرت أمام ربات بيوت يائسات "إيفا لونغوريا. عاشت في هاواي أثناء تصوير الموسم الأول من المعرض، وقعت على لنجمة مقابل توم ويلينغ في الضباب، طبعة جديدة لعام 2005 لفيلم الرعب 1980 من نفس الاسم، كرمز لعبت في الأصل من قبل جيمي لي كورتيس. على الرغم من أن تصوير لوست كان من المفترض أن انتهى قبل أن تبدأ الضباب، تزامن الانتاجات بسبب موسم الموسعة خاتمة المفقود وطارت غرايس بين المجموعتين، في جزيرة هاواي أواهو وعلى جزيرة بوين في كولومبيا البريطانية، كندا. بعدها لتحتل المرتبة رقم 27 في يوم ساخن 100 على لائحة مكسيم لعام 2005، عادت للموسم الثاني خسر ل. قتل شخصيتها قبالة سلسلة في الحلقة الثامنة من الموسم، "التصادم" عندما بدأ كتاب السلسلة 'أن تشعر أن الحرف "سبل قصة [كان] محدودة". وقال المنتج التنفيذي كارلتون بلدتي كوزي أن رحيل غريس من المعرض كان "نوعا من الفوز" لأنها كانت حريصة على إدخال مهنة بدوام كامل في الفيلم.

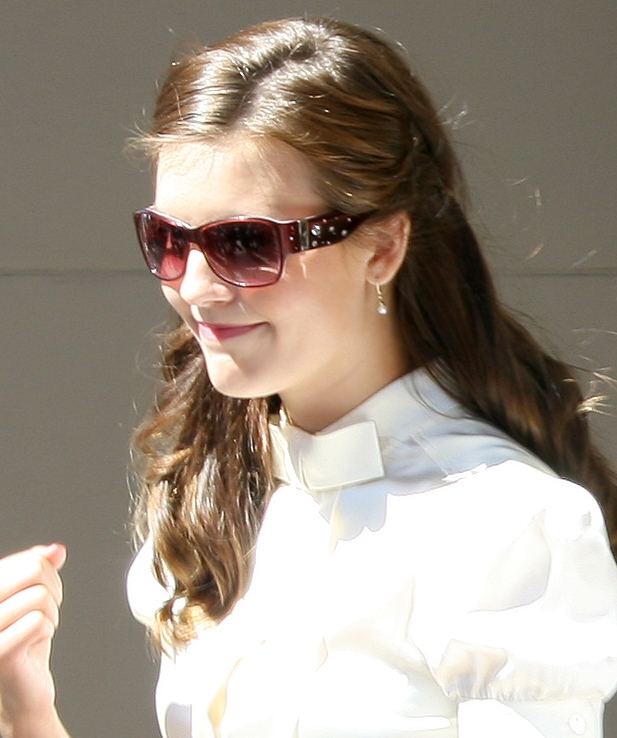
غرايس في مهرجان تورينتو الدولي 2007

عاشت غرايس في هونولولو، هاواي بينما كانت تعمل على لوست، قائلة «أنا أحب العيش هنا، ولكنها ليست مكانا يمكنك متابعة التمثيل حقا.» وادعت أنه، بينما كانت يعيش في هاواي، قد فقدت لها النجوم المشاركين أعرض لها على الرجال، وأن بعض «سوف يكون لي ربما مع رجل مختلف كل ليلة.» وقالت إن لها ذكر النجوم المشاركين كانوا «في الغالب واقية للغاية» و «عنيد جدا» عند اتخاذ قرار ما إذا كان ينبغي لها أن تواعد نجم من الرجال؛ الممثل جوش هولواي عرض مرة واحدة لمساعدتها على تحديد التواريخ من محفظة نماذج من الذكور إذ عمل معه سابقا. غرايس وإيان، لها أخ غير شقيق التي تظهر على الشاشة، بتاريخ نيسان 2006 بعد كل من غادر فقدت وعندما سئل عن سومرهالدر في شهر أغسطس، قالت، «إيان كبير، وأنا اعشق له، على الرغم من أنني فقط 22 عام - حتى الصغار جدا حتى التفكير في وجود علاقة جدية». في حين لا تزال تعمل على لوست، اعتمدت غرايس وسومرهالدر على القطط الضالة المسماة رو التي وجدوا «الموت حرفيا» في الغابة على مجموعة. وقالت إن القط هو الآن لها «رفيق السفر». وفي عام 2008 و 2009، وقالت انها بتاريخ بليك، معترضة على الموسم الثاني من The Amazing Race و founder of TOMS Shoes.

## الحياة الشخصية
تقول غريس أن الشخص الأكثر تلهمها هي والدتها. عندما سئلت عن أقرب صديق لها، قالت انها والدتها كانت أكثر مثل الأخوات وانها «محظوظة أن تكون لي أم رائعة بشكل استثنائي.» وهي محبة لبريطانيا التي نصبت نفسها بنفسها، بعد أن كتبت إلى صديقة بقلم في منطقة بحيرة من سن الثامنة، بعد أن زيارتها الأولى لانكلترا في 13 سنة، والإعجاب عدد من الشعراء البريطانيين فضلا عن وليام شكسبير. وقالت انها تدعو نفسها خرقاء للغاية، مدعية أن «رحلة على ساقي في كل وقت»، وكانت تلقب مازحة «ماجي الغلظة» من جانب واحد لها كاستميست السابق. وهي تلعب في لوس انجليس ركل الكرة في الدوري مع صديقاتها.

## دورها في لوست
كان دور الفنانة ماجي دور الفتاة الغنية شانون ذات المظهر الجميل وهي أخت بوون ولكن ليست شقيقته وقد احببت الرجل العربي سعيد.

## أعمالها

### الأفلام
| Year | Title                                     | Role               | Notes            |
| ---- | ----------------------------------------- | ------------------ | ---------------- |
| 2001 | Rachel's Room                             | Rachel Reed        | Web based series |
| 2002 | Shop Club                                 |                    |                  |
| 2002 | Murder in Greenwich                       | Martha Moxley      | Television film  |
| 2003 | Twelve Mile Road                          | Dulcie Landis      | Television film  |
| 2004 | Creature Unknown                          | Amanda             |                  |
| 2005 | الضبابThe Fog                             | Elizabeth Williams |                  |
| 2007 | Suburban Girl                             | Chloe              |                  |
| 2007 | The Jane Austen Book Club                 | Allegra            |                  |
| 2008 | Taken                                     | Kim Mills          |                  |
| 2009 | Malice in Wonderland                      | Alice              |                  |
| 2010 | Flying Lessons                            | Sophie Conway      |                  |
| 2010 | Knight and Day                            | April Havens       |                  |
| 2010 | The Experiment                            | Bay                |                  |
| 2010 | Faster                                    | Lily               |                  |
| 2011 | The Twilight Saga: Breaking Dawn - Part 1 | Irina              |                  |
| 2012 | Lockout                                   | Emilie Warnock     |                  |
| 2012 | The Twilight Saga: Breaking Dawn – Part 2 | Irina              |                  |
| 2012 | Taken 2                                   | Kim Mills          |                  |
| 2012 | Decoding Annie Parker                     | Sarah              |                  |
| 2015 | Taken 3                                   | Kim Mills          |                  |

### التلفيزيون
| Year      | Title                             | Role               | Notes                                                          |
| --------- | --------------------------------- | ------------------ | -------------------------------------------------------------- |
| 2002      | Septuplets                        | Hope Wilde         | TV series                                                      |
| 2003      | '                                 | Amy Gorman         | Episode: "Spring Break"                                        |
| 2003      | The Lyon's Den                    | Haley Dugan        | Episode: "Beach House"                                         |
| 2003      | Miracles                          | Hannah Cottrell    | Episode: "Mother's Daughter"                                   |
| 2004      | Cold Case                         | Renee              | Episode: "Volunteers"                                          |
| 2004      | Oliver Beene                      | Elke               | 8 episodes                                                     |
| 2004      | Like Family                       | Mary               | Episode: "My Two Moms"                                         |
| 2004      | Law & Order: Special Victims Unit | Jessie Dawning     | Episode: "Obscene"                                             |
| 2004–2010 | الضياع                            | Shannon Rutherford | 32 episodes; starring 2004-2005; special guest star 2007, 2010 |
| 2013      | Californication                   | Faith              | 10 episodes                                                    |
| 2013      | The Following                     | Sarah Fuller       | Episode: "Pilot"                                               |

## روابط خارجية
- ماجي غرايس على موقع IMDb (الإنجليزية)
- ماجي غرايس على موقع ميتاكريتيك (الإنجليزية)
- ماجي غرايس على موقع روتن توميتوز (الإنجليزية)
- ماجي غرايس على موقع قاعدة بيانات الأفلام العربية
- ماجي غرايس على موقع ألو سيني (الفرنسية)
- ماجي غرايس على موقع تيرنر كلاسيك موفيز (الإنجليزية)
- ماجي غرايس على موقع أول موفي (الإنجليزية)
- ماجي غرايس على موقع قاعدة بيانات برودواي على الإنترنت (الإنجليزية)
- ماجي غرايس على موقع قاعدة بيانات الأفلام السويدية (السويدية)
- ماجي غرايس على موقع إن إن دي بي (الإنجليزية)